# Thrimolus minutus
Thrimolus minutus är en skalbaggsart som beskrevs av Thomas Casey 1900. Thrimolus minutus ingår i släktet Thrimolus och familjen vedsvampbaggar. Inga underarter finns listade i Catalogue of Life.